# Медіна (Вашингтон)
Медіна (англ. Medina) — місто (англ. city) в США, в окрузі Кінг штату Вашингтон. Населення — 2915 осіб (2020). В Медіні проживають мільярдери Білл Гейтс та Джеф Безос, а також багато вищого менеджменту Microsoft та інших пов'язаних з Гейтсом людей.

## Географія
Медіна розташована за координатами 47°37′35″ пн. ш. 122°14′34″ зх. д. / 47.62639° пн. ш. 122.24278° зх. д. (47.626452, -122.242838).  За даними Бюро перепису населення США в 2010 році місто мало площу 12,39 км², з яких 3,72 км² — суходіл та 8,67 км² — водойми. В 2017 році площа становила 3,72 км², уся площа — суходіл.

## Демографія
Згідно з переписом 2010 року, у місті мешкало 2969 осіб у 1061 домогосподарстві у складі 865 родин. Густота населення становила 240 осіб/км².  Було 1162 помешкання (94/км²).
Расовий склад населення:
| - 83,5 % — білих - 11,7 % — азіатів - 0,3 % — чорних або афроамериканців - 0,2 % — корінних американців - 0,1 % — вихідців з тихоокеанських островів |

До двох чи більше рас належало 3,8 %. Частка іспаномовних становила 2,6 % від усіх жителів.
За віковим діапазоном населення розподілялося таким чином: 29,0 % — особи молодші 18 років, 52,8 % — особи у віці 18—64 років, 18,2 % — особи у віці 65 років та старші. Медіана віку мешканця становила 45,5 року. На 100 осіб жіночої статі у місті припадало 97,7 чоловіків;  на 100 жінок у віці від 18 років та старших — 93,1 чоловіків також старших 18 років.
Середній дохід на одне домашнє господарство  становив 278 320 доларів США (медіана — 174 063), а середній дохід на одну сім'ю — 314 395 доларів (медіана — 209 643). За межею бідності перебувало 5,7 % осіб, у тому числі 6,5 % дітей у віці до 18 років та 2,6 % осіб у віці 65 років та старших.
Цивільне працевлаштоване населення становило 1057 осіб. Основні галузі зайнятості: науковці, спеціалісти, менеджери — 25,9 %, освіта, охорона здоров'я та соціальна допомога — 16,7 %, роздрібна торгівля — 12,0 %, фінанси, страхування та нерухомість — 11,4 %.